# Þórbergur Þórðarson

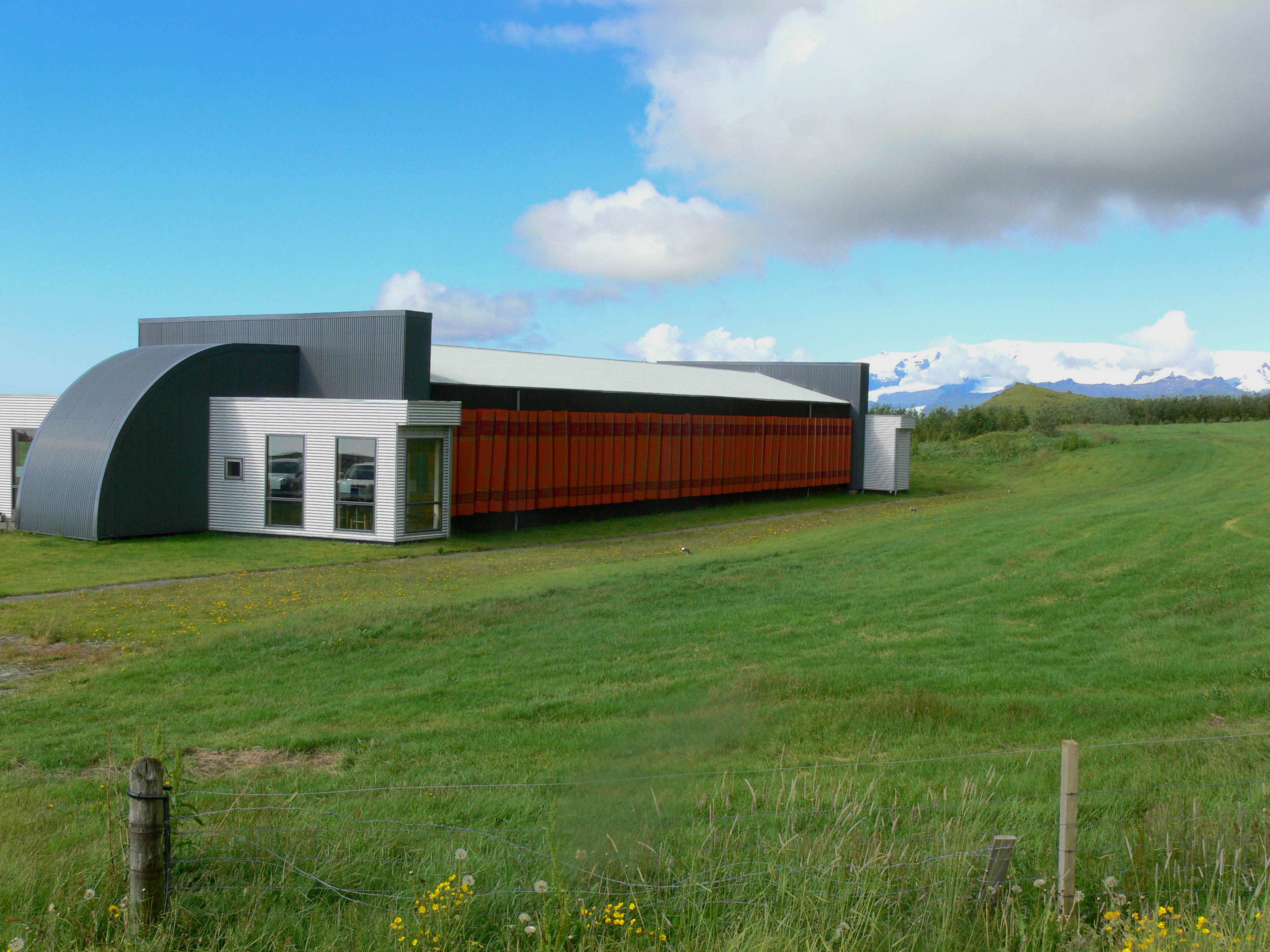
Museet Þórbergssetur till minne av Þórbergur, vid gården där han växte upp i Hali i Suðursveit

Þórbergur Þórðarson, född 12 mars 1889, död 12 november 1974, var en isländsk författare och esperantist. 
Þórbergur föddes och växte upp på gården Hali på sydöstra Island, som i början av 1900-talet var en glesbebyggd och isolerad del av landet. På kvällarna på Hali läste man högt ur Islänningasagorna och annan litteratur, så han hade god kunskap om litteratur redan som ung. År 1913 började han studera litteratur och filosofi vid Islands universitet men tog ingen examen. 
När han var omkring 30 år fick Þórbergur upp ögonen för yoga. Några år senare upptäckte han esperanto och blev en ivrig anhängare. Han skrev flera böcker om och på esperanto.

## Källhänvisningar
1. 1 2  ”Þórbergur Þórðarson 1888 – 1974” (på isländska). Þórbergssetur. Arkiverad från originalet den 23 april 2017. https://web.archive.org/web/20170423071436/http://www.thorbergur.is/index.php/is/skaldidh-thorbergur/aeviagrip/8-thorbergur-thordharson-1888-1974. Läst 22 april 2017.